# Alfonsa Cavin Millot
Alfonsa Cavin Millot, nascuda Louise-Félicie Cavin (Scey-sur-Saône-et-Saint-Albin, Alta Saona, França, 17 de novembre de 1816 - Logronyo, Rioja, 3 de gener de 1868) fou una religiosa francesa, fundadora, a Mataró, de la congregació de les Missioneres de la Immaculada Concepció.

## Biografia
Va néixer el 17 de novembre de 1816 a Scey-sur-Saône sisena filla d'un ferrer; fou batejada com a Louise-Félicie. Aviat demostrà la seva religiositat i el 1843 ingressà en la congregació de la Sagrada Família de Bordeus, de carisma educatiu, on va prendre el nom d'Alphonse.
Alfonsa i tres companyes foren enviades, el 1846, a Mataró, llavors amb 17.000 habitants i en creixement, però sense cap escola per a les dones. Havia d'ocupar-se de la instrucció de les nenes pobres, però veu que l'acció de les germanes pot ser més gran i comença a educar els joves, atendre les ancianes sense recursos, orfes, etc. Nomenada superiora, el 1847 obre un orfanat. Hi va haver conflictes amb el superior de Bordeus, per la qual cosa el bisbe de Barcelona demanà a les germanes que o bé se n'anessin de la ciutat o bé s'hi quedessin, però després de formar una nova congregació independent de la de Bordeus. Alfonsa considera que no pot abandonar la tasca començada i decideix de restar-hi i fundar un nou institut: les Germanes de la Concepció, que va fundar el 4 d'agost de 1850 amb el suport i ajut del bisbe de Barcelona Josep Domènec Costa i Borràs. Amb el temps es convertirà en l'actual congregació de Missioneres de la Immaculada Concepció.
Planteja la congregació com un servei als altres i amb esperit missioner, per anar allí on sigui necessària. La congregació es va difondre ràpidament per Catalunya. Les enveges van provocar que demanés el relleu i fou enviada a Logronyo, on va fundar una comunitat amb divuit germanes. Hi va morir el 1868.